# Shirayuki-sensei to kodomo-tachi
Pour les articles homonymes, voir Shirayuki.
Pour plus de détails, voir Fiche technique et Distribution.
Shirayuki-sensei to kodomo-tachi (白雪先生と子供たち) est un film japonais en noir et blanc sorti en 1950, réalisé par Ren Yoshimura (吉村廉).

## Distribution
- Setsuko Hara
- Takashi Kohama
- Jun Miyazaki
- Sachio Mozaki

## Source de la traduction
- (en) Cet article est partiellement ou en totalité issu de l’article de Wikipédia en anglais intitulé « Shirayuki-sensei to kodomo-tachi » (voir la liste des auteurs).